# Hendon Central
Hendon Central - naziemna stacja metra londyńskiego położona w dzielnicy Barnet. Leży na trasie Northern Line. Została otwarta w roku 1923. Projektantem budynku stacji był Stanley Heaps. Obecnie korzysta z niej ok. 5,4 mln pasażerów rocznie. Stanowi granicę między trzecią i czwartą strefą biletową.